# دهستان لنه-هاریو
دهستان لنه-هاریو (به لاتین: Lääne-Harju Parish) یک دهستان در استونی است که در شهرستان هاریو واقع شده‌است. دهستان لنه-هاریو ۶۴۵٫۷۱ کیلومتر مربع مساحت و ۱۲٬۸۶۵ نفر جمعیت دارد.